# Washington Redskins 1967
La stagione 1967 dei Washington Redskins è stata la 36ª della franchigia nella National Football League e la 31ª a Washington. Sotto la direzione del capo-allenatore Otto Graham la squadra ebbe un record di 5-6-3, terminando terza nella NFL Capitol e mancando i playoff per il 22º anno consecutivo. 
Questa fu la prima stagione in cui le due conference della lega furono divise in due division.

## Roster
| Roster dei Washington Redskins nel 1967 |
| --- |
| Quarterback - 9 Sonny Jurgensen Running Back - 25 A.D. Whitfield Wide Receiver - 49 Bobby Mitchell - 42 Charley Taylor Tight End - 88 Pat Richter P - 87 Jerry Smith Offensive Linemen - 56 Len Hauss C - 62 Ray Schoenke G - 74 Jim Snowden T Defensive Linemen - 66 Carl Kammerer DE Linebacker - 63 Ed Breding - 60 Jim Carroll - 55 Chris Hanburger - 70 Sam Huff Defensive Back - 46 Rickie Harris CB - 26 Paul Krause S - 23 Brig Owens S - 47 Jim Shorter CB Special Team - 3 Charlie Gogolak K |
| Legenda - I rookie sono in corsivo. - Il primo ruolo è il principale mentre gli eventuali successivi indicano i ruoli secondari. - (IR) sta per Injured Reserve ed indica la lista ristretta per un solo giocatore infortunato che può tornare ad allenarsi dopo la settimana 6 e a rientrare in prima squadra dopo che questa ha giocato 8 partite. - (NF-Inj.) / (NF-Ill.) stanno rispettivamente per Non-Football Injured e Non-Football Illness ed indicano le liste dove viene inserito un giocatore che ha un infortunio o una malattia non dipendente dal football americano. - (PUP) sta per Physically Unable to Perform ed indica la lista dove viene inserito un giocatore mentre è in attesa di recuperare la condizione fisica. Nella stagione regolare dopo la sesta partita giocata dalla propria squadra, il giocatore ha tempo tre settimane per riprendere ad allenarsi, più tre settimane aggiuntive dal suo rientro agli allenamenti per rientrare in prima squadra. |

## Calendario
| Stagione regolare |              |                        |           |        |                               |          |         |
| Turno             | Data         | Avversario             | Risultato | Record | Stadio                        | Pubblico | Sintesi |
| 1                 | 17 settembre | at Philadelphia Eagles | S 24–35   | 0–1    | Franklin Field                | 60,709   | Recap   |
| 2                 | 24 settembre | at New Orleans Saints  | V 30–10   | 1–1    | Tulane Stadium                | 74,937   | Recap   |
| 3                 | 1º ottobre   | New York Giants        | V 38–34   | 2–1    | DC Stadium                    | 50,266   | Recap   |
| 4                 | 8 ottobre    | Dallas Cowboys         | S 14–17   | 2–2    | DC Stadium                    | 50,566   | Recap   |
| 5                 | 15 ottobre   | at Atlanta Falcons     | P 20–20   | 2–2–1  | Atlanta Stadium               | 56,538   | Recap   |
| 6                 | 22 ottobre   | at Los Angeles Rams    | P 28–28   | 2–2–2  | Los Angeles Memorial Coliseum | 55,381   | Recap   |
| 7                 | 29 ottobre   | Baltimore Colts        | S 13–17   | 2–3–2  | DC Stadium                    | 50,574   | Recap   |
| 8                 | 5 novembre   | St. Louis Cardinals    | S 21–27   | 2–4–2  | DC Stadium                    | 50,480   | Recap   |
| 9                 | 12 novembre  | San Francisco 49ers    | V 31–28   | 3–4–2  | DC Stadium                    | 50,326   | Recap   |
| 10                | 19 novembre  | at Dallas Cowboys      | V 27–20   | 4–4–2  | Cotton Bowl                   | 75,538   | Recap   |
| 11                | 26 novembre  | at Cleveland Browns    | S 37–42   | 4–5–2  | Cleveland Municipal Stadium   | 72,798   | Recap   |
| 12                | 3 dicembre   | Philadelphia Eagles    | P 35–35   | 4–5–3  | DC Stadium                    | 50,451   | Recap   |
| 13                | 10 dicembre  | at Pittsburgh Steelers | V 15–10   | 5–5–3  | Pitt Stadium                  | 22,251   | Recap   |
| 14                | 17 dicembre  | New Orleans Saints     | S 14–30   | 5–6–3  | DC Stadium                    | 50,486   | Recap   |

Nota: gli avversari della propria division sono in grassetto.

## Classifiche
| NFL Capitol         |   |    |   |      |       |       |     |     |     |
|                     | V | S  | P | %    | DIV   | CONF  | PF  | PS  | STR |
| Dallas Cowboys      | 9 | 5  | 0 | .643 | 4–2   | 8–2   | 342 | 268 | S1  |
| Philadelphia Eagles | 6 | 7  | 1 | .462 | 3–2–1 | 5–4–1 | 351 | 409 | V1  |
| Washington Redskins | 5 | 6  | 3 | .455 | 2–3–1 | 4–5–1 | 347 | 353 | S1  |
| New Orleans Saints  | 3 | 11 | 0 | .214 | 2–4   | 2–8   | 233 | 379 | V1  |

Note: I pareggi non venivano conteggiati ai fini della classifica fino al 1972.